# Romeu (Mirandela)
Romeu é uma encantadora povoação portuguesa do Município de Mirandela, localizada na região de Trás-os-Montes. Antiga sede da extinta Freguesia de Romeu, a freguesia possuía, segundo os Censos de 2011, uma área de 14,22 km² e uma população de 280 habitantes (2011), resultando numa densidade populacional de 19,7 hab/km². É carinhosamente conhecida como a "Aldeia das Rosas", devido à profusão destas flores que adornam a paisagem local.

## Património e Pontos de Interesse
A aldeia de Romeu preserva notavelmente o seu património, oferecendo uma viagem no tempo aos seus visitantes:
- Monte de Nossa Senhora de Jerusalém: Deste local elevado, onde se ergue a Ermida/Capela de Nossa Senhora de Jerusalém do Romeu, a paisagem é deslumbrante. É possível contemplar vastos vales verdejantes, extensos olivais.
- Igreja Paroquial de Romeu: Dedicada a Nossa Senhora da Anunciação, é um dos principais templos religiosos da aldeia.
- Museu das Curiosidades: Este espaço cultural visa despertar a curiosidade dos visitantes sobre as tradições e costumes locais. Alberga uma rica coleção de objetos, muitos deles ligados à benemérita família Menéres, que teve um papel crucial no desenvolvimento social e económico da localidade. O museu também exibe alfaias agrícolas e outros testemunhos da evolução das práticas rurais.[2]
- Vestígios da Linha do Tua: A antiga passagem de nível e a ponte ferroviária de Romeu são marcos históricos da desativada Linha do Tua, que outrora atravessava a aldeia, ligando Mirandela a Bragança.
- Arquitetura Tradicional e Fontanários: A aldeia mantém as suas características casas de pedra, típicas da arquitetura transmontana. Diversos fontanários e um tanque centenário resistem ao tempo, servindo de testemunho da vida comunitária de outrora.
- Pelourinho: Símbolo da antiga autonomia administrativa da freguesia, o pelourinho de Romeu é outro elemento de valor histórico a ser explorado.

| População da freguesia de Romeu | População da freguesia de Romeu | População da freguesia de Romeu | População da freguesia de Romeu | População da freguesia de Romeu | População da freguesia de Romeu | População da freguesia de Romeu | População da freguesia de Romeu | População da freguesia de Romeu | População da freguesia de Romeu | População da freguesia de Romeu | População da freguesia de Romeu | População da freguesia de Romeu | População da freguesia de Romeu | População da freguesia de Romeu |
| ------------------------------- | ------------------------------- | ------------------------------- | ------------------------------- | ------------------------------- | ------------------------------- | ------------------------------- | ------------------------------- | ------------------------------- | ------------------------------- | ------------------------------- | ------------------------------- | ------------------------------- | ------------------------------- | ------------------------------- |
| 1864                            | 1878                            | 1890                            | 1900                            | 1911                            | 1920                            | 1930                            | 1940                            | 1950                            | 1960                            | 1970                            | 1981                            | 1991                            | 2001                            | 2011                            |
| 313                             | 252                             | 310                             | 322                             | 412                             | 329                             | 356                             | 497                             | 509                             | 499                             | 471                             | 486                             | 420                             | 301                             | 280                             |

Nos anos de 1864 e 1878 pertencia ao concelho de Macedo de Cavaleiros. Passou para o actual concelho por decreto de 23/04/1884
A população de Romeu era de 509 habitantes em 1950, sendo 251 do sexo masculino e 258 do sexo feminino. Em 1991 eram 420, e, em 2001, ali residiam 303 pessoas, das quais 152 eram do sexo masculino.

## Economia e Modo de Vida
A principal atividade, e quase de subsistência, é a agricultura. As produções abundantes são de cereais, vinho, azeite e cortiça.
Romeu surge mais divulgado graças a Clemente Joaquim da Fonseca Guimarães Meneres, nascido na Vila da Feira em 19 de novembro de 1843. Meneres instalou-se no Romeu, onde se transformou num grande proprietário rural e comerciante. É graças à sua benemerência que Romeu passou a ter escola primária, pois ofereceu ao estado uma casa para esse fim. Ali construiu o seu palacete, ficando conhecido por todo o País, sendo as suas matas de sobreiro das maiores do Nordeste transmontano e não só.
Em 1897, Clemente Meneres fez reconstruir a Capela de Nossa Senhora de Jerusalém. Com os melhoramentos implementados, figuras ilustres como Oliveira Salazar e Américo Tomás chegaram a passar férias na localidade.
Após o 25 de Abril, a aldeia tornou-se muito procurada para almoçar no seu típico restaurante chamado "Maria Rita", que também alberga um interessante Museu das Curiosidades.
Etimologicamente, o substantivo «romeu» diz respeito ao alecrim (rosmarinus officinalis), tratando-se, portanto, de uma corruptela medieval do étimo latino rosmarinus (que por seu turno advém de ros, que significa «rocio» ou «relento», e marinus, que significa «marinho», ou seja «rocio marinho»), característica dos falares galegos e do Norte de Portugal.

## História e Toponímia
A história de Romeu é singular, com o seu nome completo, Jerusalém do Romeu, a evocar a presença da Ordem do Hospital de São João de Jerusalém, de Rodes e de Malta (mais tarde conhecida como Ordem de Malta), que recebeu a comenda do castelo de Algoso (no actual concelho de Vimioso) em 1224 e exerceu influência em vários territórios transmontanos na Idade Média . Esta ligação histórica confere à aldeia um património rico e uma narrativa peculiar que se reflete na preservação das suas tradições e edifícios.
Não se pode afirmar nada sobre o povoamento anterior ao século XIII sobre Romeu. Presume-se que seria uma quinta medieval que daria origem ao povoado.
Um dos descendentes de Estêvão Rodrigues de Mascarenhas doou Romeu com Vale de Couço aos hospitalários em fins desse século. Até ao século XV andou ligada e incluída na Terra de Ledra, e pertencia à Paróquia de Mascarenhas. D. Sancho I, o segundo rei de Portugal, doou a "Villa" de Mascarenhas ao cavaleiro fidalgo Estêvão Rodrigues, que incluía o local do Romeu. Acabou por ser aquele fidalgo a mandar povoar o local. Antes do século XVI, os seus descendentes doaram o Couto juntamente com Romeu à Ordem do Hospital, cujos cavaleiros fundaram ali, então, sobre um monte, a Ermida de Nossa Senhora de Jerusalém.
Apesar disso, Romeu tem como orago o Santo António. Em 31 de dezembro de 1853, deixou de pertencer ao extinto concelho dos Cortiços, para passar ao de Macedo de Cavaleiros. Porém, em 1885 já fazia parte do concelho de Mirandela.

## Património Natural e Arquitetónico
Na aldeia de Romeu, pequena mas aconchegada, encravada no meio de matas de sobreiros, algumas hortas e pura rocha granítica, vamos encontrar ainda outros pontos de interesse: as típicas casas transmontanas, a Capela no meio da povoação, o lavadouro, a Fonte, o Jardim com bancos e mós de moinho em granito.
Deixando a aldeia e atravessando o Ribeiro, com o Monte Chedo na parte esquerda, bem como o caminho velho, passamos pela Carriça e pelo Vale Murganho, monte onde está o cemitério. Junto à estrada que de Mirandela vai para Bragança, encontramos os aglomerados Jerusalém do Romeu e Vale Couço (uma aldeia transmontana que foi alvo de melhorias). Vemos o Palacete dos Meneres, bem como as suas divisões de casarios, cada um com a sua função, e os armazéns. Na parte de Vale Couço, está a Casa do Povo junto ao Ribeiro, a Capela mais acima e o Largo da Alegria, a Rua Marcelo Lago, o arco de passagem de comboio, o café no Largo do Terreiro do Paço e o Centro de Dia. A velha estação de comboio da linha do Tua/Bragança está há muito abandonada.

## Fauna, Flora e Modo de Vida
A vida em Romeu está intrinsecamente ligada à sua envolvente natural e às tradições do campo, conferindo à aldeia um ambiente rural autêntico e tranquilo.

### Fauna
A área de Romeu insere-se num contexto de elevado valor natural, sendo parte do Sítio de Importância Comunitária (SIC) Romeu, reconhecido pela sua importância para a conservação de bosques autóctones. A presença de veados também é assinalada nas áreas mais remotas. A proximidade com a Albufeira do Azibo contribui significativamente para a riqueza da avifauna local, especialmente com a presença de diversas espécies de aves aquáticas.

### Flora
Romeu justifica o seu epíteto de "Aldeia das Rosas" pela abundância destas flores. A paisagem é dominada por vales verdejantes, manchas de matas de sobreiros e extensos olivais, que são a base para a produção do afamado Azeite DOP Biológico Romeu. Embora em menor escala, a região circundante também apresenta vinhas e amendoais, complementando a diversidade agrícola.

### Modo de Vida e Economia
O quotidiano em Romeu é moldado pelas atividades ligadas ao campo, com muitos residentes ainda dedicados à agricultura tradicional. A produção de azeite é uma vertente económica central, uma herança cultural e agrícola que tem sido mantida e valorizada.
O Restaurante Maria Rita é um pilar fundamental da economia e da identidade de Romeu. Além de atrair visitantes pela sua reconhecida cozinha tradicional transmontana, muitas vezes baseada em produtos locais, funciona como um ponto de encontro e dinamização da aldeia.
O turismo tem vindo a ganhar relevância, impulsionado pela beleza natural e pelas diversas opções de lazer. A proximidade com a Albufeira do Azibo permite a prática de desportos aquáticos e percursos pedestres. A aldeia também está integrada no Centro de Cyclin' Portugal - Quadrassal

, uma rede de percursos de BTT que explora a ribeira do Quadraçal e liga Romeu a outras localidades, atraindo entusiastas do cicloturismo. A tranquilidade, a autenticidade e a preservação do património atraem quem procura uma experiência genuína, contribuindo para a subsistência e dinamismo económico da aldeia.

## Gastronomia
A gastronomia de Romeu é um dos seus maiores atrativos e um ex-líbris da região. O Restaurante Maria Rita, um dos mais antigos e conceituados de Trás-os-Montes, é reconhecido nacional e internacionalmente pela excelência da sua cozinha. Destacam-se pratos como o "Bacalhau à Romeu", que utiliza o azeite local de alta qualidade, e outras iguarias típicas do norte de Portugal, preparadas com base em receitas tradicionais e produtos frescos da terra. A história do restaurante remonta a uma antiga estalagem onde Clemente Menéres, uma figura importante para a aldeia, costumava pernoitar.

## Lugares Anexos

### Vimieiro
Vimieiro é uma aldeia anexa a Romeu, com poucas habitações e poucos habitantes. Totalmente ruralizada, o aglomerado cresceu à volta da sua Capela, que data de 1790, e das casas apalaçadas da Senhora da Capela, para o lado de baixo, e dos Morais Sarmento, para a parte de cima. Nesse largo enorme é que se passa o essencial da vida da aldeia: é ali que os habitantes se juntam debaixo da sombra de uma frondosa árvore; é ali que passam com os animais e lhes dão de beber; é ali que as senhoras vão lavar a roupa nos lavadouros apropriados; é também ali que vão buscar água muito fresca e de um paladar agradável, pois lá está a Fonte granítica com a data de 1744 e os tanques na parte de baixo. Apesar de pouca gente, os habitantes são muito acolhedores e, em 1996, a aldeia contava com: um carpinteiro, dez jornaleiros, seis negociantes, três pastores, um padeiro e um sapateiro. Vimieiro cresceu e construiu as suas novas habitações junto à estrada que vai para Bragança, e que agora ficou mais sossegada com a construção do IP4.

## Aldeias Vizinhas e Património Regional
A região de Mirandela e o Nordeste Transmontano são ricos em património, com diversas localidades que preservam as suas características singulares e a sua história, complementando a experiência de Romeu:
- Avantos , Vale do Lobo e Vila Verdinho: Três aldeias vizinhas que também merecem uma visita pela sua autenticidade e beleza rural.[13]
- Mirandela: A cidade de Mirandela, com o seu centro histórico, a Ponte Medieval sobre o rio Tua e o Museu de Arqueologia e Cultura Regional, que exibe achados desde o Neolítico. A Porta de Santo António, um vestígio do antigo Castelo de Mirandela, é classificada como Imóvel de Interesse Público.[14]
- Podence (Macedo de Cavaleiros): Famosa pela Casa do Careto e pela tradição ancestral dos Caretos de Podence, classificada como Património Cultural Imaterial da Humanidade pela UNESCO.]].[15]
- Rio de Onor (Bragança): Um notável exemplo de vida comunitária, onde as tradições de partilha de recursos e trabalho ainda persistem.[16]
- Outras aldeias típicas na região, como Chacim e Cortiços (ambas em Macedo de Cavaleiros), contribuem para a vasta tapeçaria cultural e histórica de Trás-os-Montes.

Romeu, com a sua rica história, património bem preservado, gastronomia de excelência e a beleza natural envolvente, aliada à proximidade de outros tesouros transmontanos, é um destino que convida à descoberta e à valorização da autenticidade rural portuguesa.